# ミシェル・グランディアン
ミシェル・グランディアン（Michel Grandjean、1931年4月12日 - 2010年12月11日）は、スイス出身の男性フィギュアスケート選手。1952年オスロオリンピックペアスイス代表。1954年ヨーロッパフィギュアスケート選手権優勝。パートナーはシルヴィア・グランディアン。

## 経歴
- 1952年オスロオリンピックに出場し7位。
- 1954年ヨーロッパフィギュアスケート選手権優勝。

## 主な戦績
| 大会/年      | 1950-51 | 1951-52 | 1952-53 | 1953-54 |
| ------------ | ------- | ------- | ------- | ------- |
| オリンピック |         | 7       |         |         |
| 世界選手権   |         |         | 4       | 2       |
| 欧州選手権   | 4       |         |         | 1       |